# アナログタロウ
アナログタロウ（1973年8月28日 - ）は、日本のお笑い芸人。本名、齊藤 大典。
東京都出身。トップ・カラー所属。身長180cm、体重62kg。

## 来歴
- 芸人になる前は、サラリーマンを6年間していた[1]。
- プライムワン・タレントスクール3期生出身。同期には龍勝らがいる。かつてはプライムに所属し、「斉藤欠席」（さいとう けっせき）の芸名で活動。
- その後フリーとなり、芸名を『アナログタロウ』に改名。R-1ぐらんぷりでは、2009は3回戦まで進出、2010はサバイバルステージ4位。
- R-1ぐらんぷり出場後の2010年3月にトップ・カラー所属となる。

## 芸風
主に一人コント。あらかじめ収録したナレーションや効果音などに自分の演技と台詞を合わせてネタを演じることが多い。収録方法としては、カセットテープを使うのが主である。主なネタに「長い卒業式」など。「もしもカラータイマーが3000色あったら」のネタなどでは、着ぐるみを使うことがある。
また、「どうでもいい情報を教えてくれる80年代歌番組の曲紹介」のネタは、カセットテープからは曲のイントロを流し、台詞は自分で発するというものである。『エンタの神様』ではスタジオに音源を流して同様のネタを披露した。『博士と助手〜細かすぎて伝わらないモノマネ選手権〜』では、他のモノマネ芸人とコラボし、曲紹介した歌手（に扮した芸人）が本当に登場するというネタを披露した。『細かすぎて～』では第15回にて優勝している一方で、マニアックなネタであるが故か一般審査員が合否を判定する『オンバト+』においてはこのネタで5回出場しているものの、1度もオンエアを勝ち取る事が出来なかった。
他に、機動戦士ガンダムの次回予告をするというネタもある。

## 出演

### テレビ
- オンバト+（NHK総合テレビ）戦績0勝5敗 最高345KB
- テレ遊びパフォー!（NHK総合テレビ）
- イツザイ（テレビ東京） - 『インディーズ芸人オーディション』、2009年8月1日「パフォー!芸人枠」で出演
- とんねるずのみなさんのおかげでした・博士と助手〜細かすぎて伝わらないモノマネ選手権〜（フジテレビ）
  - 2009年10月1日、第15回大会優勝
  - 2010年9月23日、第16回大会でトップバッターを務めるも本選のみに留まる
  - 2010年10月28日、第16回大会未公開版にて再登場
- エンタの神様（日本テレビ）- 2010年1月16日初出演、キャッチコピーは「懐メロの迷司会」
- EXE（TBSテレビ、2010年5月29日）
- 爆笑レッドシアター（フジテレビ、2010年7月21日） - 「ホワイトシアター」出演
- 森田一義アワー 笑っていいとも!（フジテレビ、2010年10月26日・11月23日・12月28日） - 「ギャグマーケット」コーナーに出演
- めちゃ×2イケてるッ!（フジテレビ、2010年11月13日）
- ウケウリ!! 〜天野QC研究所（日本テレビ、2011年4月）
- 新春レッドカーペット（フジテレビ、2012年1月1日） - キャッチコピーは「心くすぐる名調子」
- ものまねグランプリ（日本テレビ） - ものまねスター軍団におけるどうでもいい曲紹介を担当
- おはスタ（テレビ東京、2014年2月11日） - 『ひなこ姫を起こせ!』に出演
- コロッケ千夜一夜（BS日テレ）
- 現役アイドルが選ぶ！なつエモアイドルソングランキング（BSスカパー!、2021年11月5日）

### ラジオ
- アナログタロウ 痛快!アナログヒッパレ〜♪（2010年10月 - )(2021年10月現在、東北放送、秋田放送、山梨放送、静岡放送、新潟放送、福井放送、朝日放送、山陽放送、山口放送、四国放送、NBCラジオ佐賀、NBCラジオにて放送中）
- 有馬隼人とらじおと山瀬まみと（TBSラジオ、2018年1月-2020年9月）「アナタに丸投げ！愉快 痛快 曲紹介アワー！」コーナー←「勝手ににっぽん文化遺産」リポーター（2016年4月22日 -2017年末）
- 上柳昌彦・山瀬まみ ごごばん!フライデースペシャル（ニッポン放送、2013年4月12・19日）ゲスト
- 大沢悠里のゆうゆうワイド（TBSラジオ、2014年7月18日）ゲスト
- 高柳明音の生まれてこの方（ラジオ日本、2016年6月5日）ゲスト
- 文化放送 菊池桃子の ライオンミュージックサタデー（文化放送、2017年5月13日）ゲスト

### PV
- 渡辺美優紀「やさしくするよりキスをして」（2014年）

### ライブ
- NONSENCE CUP
- アキバのお笑い
- フリーフォーム（Studio twl）他

### インターネット番組
- こんせいそんのスタジオ生放送!（ニコニコ生放送・YouTube Live・平和島競艇場公式チャンネル） - 不定期出演

### CM
- ポノス『にゃんこ大戦争』 - ナレーション